# سبرات
سبرات (به صربی: Sebrat) یک منطقهٔ مسکونی در صربستان است که در بوجانوواچ واقع شده‌است. سبرات ۱۰۵ نفر جمعیت دارد.